# Жарко Цвејић
Жарко Цвејић (Банатско Ново Село, 5. март 1907 — Београд, 27. фебруар 1994) био је истакнути југословенски и српски оперски певач (бас) и професор соло певања. Био је дугогодишњи првак Опере Народног позоришта у Београду и редовни професор на Музичкој академији у Београду (данас ФМУ). Сматра се једним од најзначајнијих српских басова и оперских уметника 20. века, као и изузетно утицајним педагогом.

## Биографија

### Образовање и почеци
Жарко Цвејић је рођен 5. марта 1907. године у Банатском Новом Селу, тада у Аустроугарској. Завршио је Учитељску школу у Вршцу. Певање је прво учио приватно у Београду код професора Лисинског и Ј. Максимовића, а касније се усавршавао у Бечу.

### Каријера у Опери Народног позоришта
Своју каријеру у Опери Народног позоришта у Београду започео је 1931. године као члан хора. Као солиста дебитовао је 1936. године улогом Краља у опери Аида. Веома брзо постаје један од водећих басова и првак Београдске опере, у којој је остварио изузетно дугу и плодну каријеру, наступајући преко четири деценије.
Његов репертоар био је изузетно богат и разноврстан, обухватајући преко 80 улога басовског фаха у операма италијанских, руских, француских, чешких и домаћих композитора. Посебно су запамћене његове креације:
- Борис Годунов (Борис Годунов, Мусоргски) – улога коју је тумачио преко 150 пута.[1]
- Дон Базилио (Севиљски берберин, Росини)
- Мефисто (Фауст, Гуно)
- Лепорело (Дон Ђовани, Моцарт)
- Кецал (Продана невеста, Сметана)
- Кнез Кончак (Кнез Игор, Бородин)
- Нилаканта (Лакме, Делиб)
- Галицки (Кнез Игор, Бородин)
- Митке (Коштана, Коњовић)
- Газда Марко (Сутон, Христић)
- Барон Окс (Каваљер с ружом, Р. Штраус)[2][1]

Цвејићев глас одликовала је лепота тембра, велики распон и изражајност, као и изванредна техника. Поред вокалних квалитета, био је познат и по изузетној глумачкој вештини и сценској појави, што му је омогућило да подједнако успешно тумачи комичне, драмске и лирски обојене ликове. Гостовао је на многим оперским сценама у Југославији и иностранству.

### Педагошки рад
Паралелно са импресивном извођачком каријером, Жарко Цвејић се посветио и педагошком раду. Био је дугогодишњи професор соло певања на Музичкој академији (касније Факултет музичке уметности) у Београду од 1950. до 1977. године. Сматран је једним од најзначајнијих вокалних педагога у Југославији. Из његове класе изашао је велики број истакнутих оперских певача који су остварили значајне домаће и међународне каријере, укључујући његову супругу, мецосопрана Бисерку Цвејић, сопрана Радмилу Бакочевић, баса Мирослава Чангаловића, мецосопрана Бреду Калеф, баритона Душана Поповића и друге.
Био је познат и као пријатељ и саветник млађим колегама, па је тако помогао и тенору Лазару Јовановићу на почетку његове каријере.

### Каснији живот и смрт
Након пензионисања 1978. године, наставио је да буде активна и цењена личност у музичком животу Београда. За свој изузетан допринос уметности и педагогији, добио је највиша друштвена и стручна признања. Преминуо је 27. фебруара 1994. године у Београду, у 87. години живота.

## Награде и признања
Жарко Цвејић је добитник бројних награда и признања, међу којима су:
- Седмојулска награда СР Србије (1960)
- Октобарска награда града Београда
- Награда АВНОЈ-а (1972)
- Вукова награда
- Орден рада са црвеном заставом
- Орден Светог Саве I степена (СПЦ, 1990)
- Бројне Годишње награде и Плакета Народног позоришта у Београду

Био је и дописни члан Српске академије наука и уметности (САНУ) од 1968. године.

## Дискографија
Остварио је бројне снимке за Радио Београд, а део његовог репертоара забележен је на плочама у издању ПГП РТБ и Југотон.